# El Biar

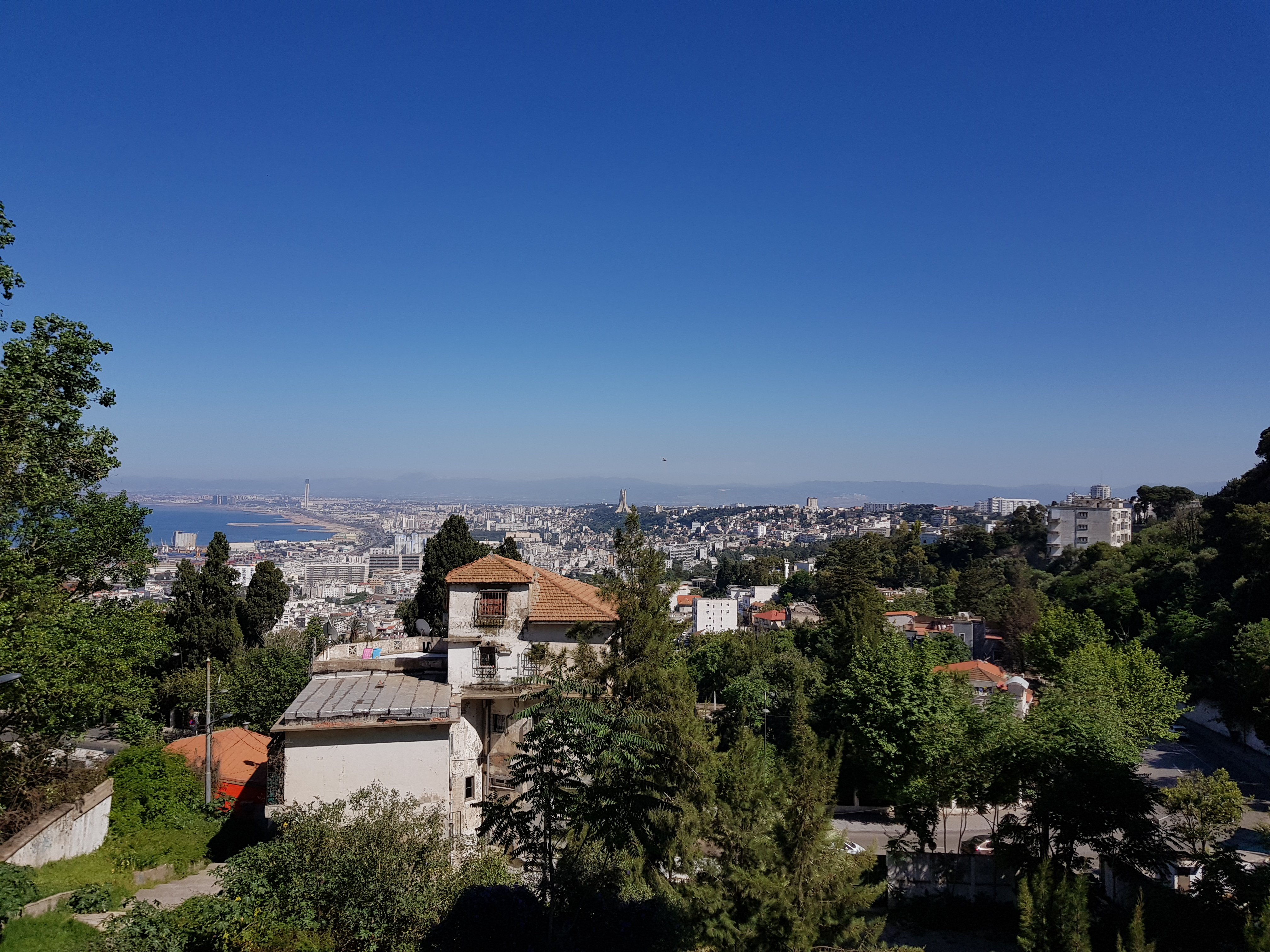
El Biar

El Biar (arabisch الأبيار, DMG al-Abyār ‚die Quellen‘) ist ein Vorort von Algier, der Hauptstadt Algeriens. Er befindet sich in der Verwaltungseinheit Bouzaréah in der Provinz Algier. Nach der Zählung 2005 hat sie eine Einwohnerzahl von 93.012.

## Geschichte
El Biar war während des Algerienkrieges ein gehobener Vorort Algiers. Dort befand sich die Villa des Tourelles, ein berüchtigtes Folterzentrum der französischen Armee. Der französische Mathematiker Maurice Audin wurde hier gefoltert und ermordet. Der französische Journalist Henri Alleg überlebte Folter und Haft. Er beschrieb die Gräuel in seinem Werk La Question.

## Bekannte Einwohner
- Abderrahmane Nekli, Diplomat
- Khalil Boukedjane, Fußballspieler
- Eldridge Cleaver (1935–1998), Autor und amerikanischer Bürgerrechtler
- Jacques Derrida (1930–2004), Philosoph
- Dahmane El Harrachi, Chaabi Sänger
- Mohamed Hamdoud, Fußballspieler
- Tarek Lazizi, Ex-Fußballspieler
- Djamel Menad (1960–2025), Fußballspieler und -trainer
- Lahcène Nazef, Fußballspieler
- Issam Nima, Weitspringer
- Georges Rochegrosse (1859–1938), französischer Maler
- Rouiched, Comedian
- Abderrahmane Soukhane (1936–2015), Fußballspieler
- Reda Taliani, Raï Sänger
- Hàm Nghi (1871–1944), achter Kaiser der Nguyễn-Dynastie

## Weiteres
Das Transportministerium Algeriens befindet sich in El Biar. Ebenso die Botschaft der Russischen Föderation.